# سولفاپیریدین
سولفاپیریدین(به انگلیسی: Sulfapyridine) (INN) یک داروی ضدباکتری سولفانیل‌آمیدی است. سولفاپیریدین دیگر برای درمان بیماری‌های عفونی در انسان تجویز نمی‌شود. با این حال، ممکن است برای درمان Linear IgA bullous dermatosis استفاده شود. همچنین در داروهای دامپزشکی نیز کاربرد دارد. سولفاپیریدین یک داروی ضد باکتری خوب است، اما حلالیت آن در آب بسیار وابسته به pH است. بنابراین خطر متبلور شدن در مثانه یا مجرای ادراری وجود دارد که می‌تواند منجر به درد یا انسداد مجاری شود. همانند سایر سولفونامیدها، خطر قابل توجهی از Agranulocytosis در این دارو وجود دارد و این موضوع، بیشتر از ایجاد مقاومت باکتریایی، دلیل اصلی کاهش مصرف آن بوده‌است.